# Psittacosaurus
Psittacosarus (”Papegojödla”), släkte med dinosaurier som påträffats i Mongoliet och Kina, där den tros ha levt under början av Kritaperioden för omkring 130 milj. år sedan.Psittacosaurus var en Ceratopsie, och ingick samma infraordning som den behornade Triceratops. 
Från fossil vet forskarna också att Psittacosaurus ungar utgjorde föda åt samtida däggdjur. 

## Beskrivning
Psittacosaurus var en relativt liten dinosaurie. Huvudet var mycket rundat, med kortare nosparti än någon annan dinosaurie. Munnens främre del var utformad till en rundad näbb som liknade en papegojas. Man har därför gissat att Psittacosaurus åt en hel del nötter. Fossil visar också att Psittacosaurus svalde magstenar (gastroliter), troligen för att lättare bearbeta födan. Från fossil tror man också att Psittacosaurus till viss del hade hårliknande borst på kroppen.